# 上海国际电影节

上海市普陀区中山北路的电灯杆上悬挂着2018年上海国际电影节和斐讯的广告。

上海国际电影节（英語：Shanghai International Film Festival，英文簡稱為）是中央广播电视总台、上海市人民政府主办的国际级电影节，也是华语地区唯一被国际电影制片人协会认证并归类的“竞赛型非专门类电影节”。每年6月在中國大陸上海舉行。
上海國際電影節由中國国家电影局、中央广播电视总台、上海市人民政府主办，上海国际影视节中心承辦。1993年首次舉辦。
上海國際電影節共分為4個主要部分，包括競賽部分金爵奖、國際電影展覽放映、國際電影交易市場，及金爵國際電影論壇暨亞洲新人獎評選。2004年增设传媒大奖。創辦至今，競賽片需經當局相關機構審查通過方可放映。

## 历史
1980年代中期，随着上海电影事业迅猛发展，张骏祥、徐桑楚、谢晋、白杨、秦怡和吴贻弓等一批电影人积极倡议在上海举办国际电影节。1992年，上海市人民政府申请举办上海国际电影节，同年6月得到国务院批复同意，1993年10月，上海国际电影节首次举行，来自33个国家和地区的167部影片参展。1994年，获得国际电影制片人协会的认证，归类竞赛型非专门类国际电影节（国际A类电影节）。此后，上海国际电影节每两年举办一届。从2001年第五届开始，电影节改为每年举办一届，于每年6月与上海电视节同期进行。
2003年，因非典型肺炎疫情影响，第七届上海国际电影节延期至2004年举行，从该届起，除了主竞赛单元金爵奖之外，增设了发掘与扶持亚洲电影的新生力量的“亚洲新人奖”（后并入金爵奖亚洲新人单元）。
2015年9月，上海电影节与威尼斯电影节达成四项合作意向，今后双方会互荐影片、共同修复经典，威尼斯影展将邀请欧洲知名导演、编剧在电影节期间为上海电影节亚洲新人奖得主开设讲座课程，亚洲新人奖的最佳导演、演员将有机会受邀出席威尼斯影展红毯。
2018年6月20日，“一带一路”电影节联盟在2018年上海国际电影节期間成立。此後每年的上海電影節舉辦期間都會舉辦“一带一路”电影周。
2020年，因冠状病毒病疫情，当年的上海国际电影节延期至7月25日至8月2日举办，同时取消金爵奖、亚洲新人奖的评选，仅公布“官方入选片”；不举办金爵盛典暨红毯和颁奖盛典暨红毯。此届电影节举办形式调整为线上线下并举，活动设置了鼓励产业发展信心、推动影视业复工复产的内容环节。
由於2022年3月上海市2019冠状病毒病聚集性疫情的原因，原定于2022年6月举办的第25届上海国际电影节顺延至2023年举办。

## 开闭幕片
| 届数 | 举行日期                | 开幕影片                              | 闭幕影片                                  |
| ---- | ----------------------- | ------------------------------------- | ----------------------------------------- |
| 1    | 1993年10月7日至14日     |                                       |                                           |
| 2    | 1995年12月5日至10日     |                                       |                                           |
| 3    | 1997年10月24日至11月3日 |                                       |                                           |
| 4    | 1999年10月22日至31日    |                                       |                                           |
| 5    | 2001年6月9至17日        |                                       |                                           |
| 6    | 2002年6月8至16日        |                                       |                                           |
| 7    | 2004年6月5日至13日      | 李欣《自娱自乐》                      |                                           |
| 8    | 2005年6月11日至19日     | 丁荫楠《鲁迅》                        |                                           |
| 9    | 2006年6月17日至25日     | 詹姆斯·伊沃里《伯爵夫人》             |                                           |
| 10   | 2007年6月16日至24日     | 游乃海《跟踪》                        | 侯孝贤《红气球》                          |
| 11   | 2008年6月14日至22日     | 顾筠《筑梦2008》                      |                                           |
| 12   | 2009年6月13日至21日     | 何平《麦田》                          |                                           |
| 13   | 2010年6月12日至20日     | 薛晓路《海洋天堂》                    |                                           |
| 14   | 2011年6月11日至19日     | 弗朗西斯·劳伦斯《大象的眼泪》         |                                           |
| 15   | 2012年6月16日至24日     | 乌尔善《画皮2》                       | 李勇周《建筑学概论》                      |
| 16   | 2013年6月15日至23日     | 丹·斯坎隆《怪兽大学》                 | 路易斯·莱特里尔《惊天魔盗团》             |
| 17   | 2014年6月14日至22日     | 谢晋《舞台姐妹》（4K修复版）          | 迈克尔·贝《变形金刚4：绝迹重生》          |
| 18   | 2015年6月13日至21日     | 尔冬升《我是路人甲》                  | 董亚春、尼基塔·米哈尔科夫《战火中的芭蕾》 |
| 19   | 2016年6月11日至19日     | 陆剑青、梁乐民《寒战2》               | 胡雪桦《上海王》                          |
| 20   | 2017年6月17日至26日     | 比利·奥古斯特《烽火芳菲》             | 常征《引爆者》                            |
| 21   | 2018年6月16日至25日     | 韩延《动物世界》                      | 巴特巴雅尔·绰格索姆《再别天堂》           |
| 22   | 2019年6月15日至24日     | 章家瑞《穿越时空的呼唤》 管虎《八佰》 |                                           |
| 23   | 2020年7月25日至8月2日   |                                       |                                           |
| 24   | 2021年6月11日至20日     | 黄建新、郑大圣《1921》                |                                           |
| 25   | 2023年6月9日至18日      | 韩延《我爱你！》                      | 董成鹏《热烈》                            |
| 26   | 2024年6月14日至23日     | 郑大圣、崔轶《永不消逝的电波》        |                                           |
| 27   | 2025年6月13日至22日     | 陈可辛《酱园弄·悬案》                 |                                           |

## 评委会主席
| 届数 | 金爵奖（主竞赛单元）              | 亚洲新人奖（金爵奖亚洲新人单元） |
| ---- | --------------------------------- | -------------------------------- |
| 1    | 谢晋                              | -                                |
| 2    | 孙道临                            | -                                |
| 3    | 石方禹                            | -                                |
| 4    | 吴贻弓                            | -                                |
| 5    | 朱永德                            | -                                |
| 6    | 李前宽                            | -                                |
| 7    | 丁荫楠                            | 黄蜀芹                           |
| 8    | 吴天明                            | 贾樟柯                           |
| 9    | 吕克·贝松、冯小刚（副主席）       | 田壮壮                           |
| 10   | 陈凯歌、费尔南多·特鲁巴（副主席） | 何平                             |
| 11   | 王家卫                            | 乌利希·格雷戈尔                  |
| 12   | 丹尼·博伊尔                       | 林权泽                           |
| 13   | 吴宇森                            | 许秦豪                           |
| 14   | 巴瑞·李文森                       | 岩井俊二                         |
| 15   | 让-雅克·阿诺                      | 阿米尔·纳得瑞                    |
| 16   | 汤姆·霍伯                         | 陆川                             |
| 17   | 巩俐                              | 姜帝圭                           |
| 18   | 安德烈·萨金塞夫                   | 金汉珉                           |
| 19   | 埃米尔·库斯图里察                 | 尔冬升                           |
| 20   | 克里斯蒂安·蒙吉                   | 王小帅                           |
| 21   | 姜文                              | 施南生                           |
| 22   | 努里·比格·锡兰                    | 宁浩                             |
| 23   | -                                 | -                                |
| 24   | 黄建新                            | -                                |
| 25   | 耶日·斯科利莫夫斯基               | 阿克坦·阿布德卡雷科夫            |
| 26   | 陈英雄                            | 曹保平                           |
| 27   | 朱塞佩·托纳多雷                   | 三宅唱                           |

## 影展各单元

### 官方竞赛单元
- 金爵奖剧情片主竞赛
- 金爵奖亚洲新人单元竞赛（旨在挖掘和褒奖亚洲地区年度优秀新人新作）
- 金爵奖国际短片竞赛
- 金爵奖纪录片竞赛单元
- 金爵奖动画片竞赛单元

### 国际影片展映
- 向大师致敬单元
- SIFF经典单元
- 特别策划单元
- 华语新风单元
- 首映盛典单元
- 影展精粹单元
- 地球村单元

### 金爵电影论坛
金爵电影论坛以提升创作质量、促进产业升级、推动行业发展为目标，从产业格局、电影创作、技术前沿、人才培养、文化交流等角度展开对话讨论。

### 电影频道传媒关注单元
电影频道传媒关注单元由上海国际电影节与电影频道节目中心（CCTV6）合办，旨在扶持中国电影产业、推动国产影片发展。主办方电影频道联合数十家电视、报纸、杂志、网站等主流媒体，通过记者投票的方式，产生最受传媒关注影片、最受传媒关注编剧、最受传媒关注导演、最受传媒关注男主角、最受传媒关注女主角、最受传媒关注男配角、最受传媒关注女配角、最受传媒关注新人导演最受传媒关注新人男演员、最受传媒关注新人女演员等十余项奖项。

## 影展各奖项

### 金爵奖剧情片主竞赛单元
- 最佳影片（颁予制片人）
- 评委会大奖
- 最佳导演
- 最佳女演员（颁予女主角）
- 最佳男演员（颁予男主角）
- 最佳编剧
- 最佳摄影（颁予摄影指导）
- 艺术贡献奖（技术奖，主要表彰作品的映像价值，即音乐、艺术指导、服装设计、剪辑、化妆等）

### 金爵奖亚洲新人单元
- 最佳影片（须为该导演的前两部剧情长片且导演拥有亚洲国家国籍或为亚裔）
- 最佳导演（须为该导演的前两部剧情长片且导演拥有亚洲国家国籍）
- 最佳女演员（须为该演员两次以内含两次担任主演的剧情长片，且该演员为拥有亚洲国家国籍的新晋女演员）
- 最佳男演员（须为该演员两次以内含两次担任主演的剧情长片，且该演员为拥有亚洲国家国籍的新晋男演员）
- 最佳编剧（须为该编剧两次以内含两次担任剧本编剧的剧情长片，且该编剧拥有亚洲国家国籍）
- 最佳摄影（须为该摄影人员两次以内含两次担任摄影的剧情长片，且该摄影人员拥有亚洲国家国籍）

### 金爵奖纪录片竞赛单元
- 最佳纪录片（颁予导演）

### 金爵奖动画片竞赛单元
- 最佳动画片（颁予导演）

### 金爵奖国际短片竞赛单元
- 最佳真人短片（颁予导演）
- 最佳动画短片（颁予导演）

### 电影频道传媒关注单元
- 最受传媒关注影片
- 最受传媒关注编剧
- 最受传媒关注导演
- 最受传媒关注男主角
- 最受传媒关注女主角
- 最受传媒关注男配角
- 最受传媒关注女配角
- 最受传媒关注新人导演
- 最受传媒关注新人男演员
- 最受传媒关注新人女演员